# Stöckchen setzen
Stöckchen setzen, auch Stockerlspiel oder Halt dein Haus rein ist ein traditionelles Straßenspiel.

## Spielgedanke
Die Spielidee besteht darin, den Mitspielern ein Stöckchen in ihren Kreis zu platzieren. Dieser als „Burg“ oder „Haus“ verstandene Kreis muss mit den Füßen gegen das Eindringen des Stöckchens verteidigt werden.

## Herkunft
Das unter verschiedenen Namensgebungen bekannte Straßenspiel lässt sich durch Zeitzeugen und literarische Belege zumindest bis in die erste Hälfte des 20. Jahrhunderts zurückverfolgen. Sein typisches Verbreitungsgebiet sind die Entwicklungsländer und die Armenviertel der Großstädte. Der Spielwissenschaftler S. A. Warwitz konnte das mit nahezu identischen Regeln ausgetragene Spiel u. a. für Indien (Kalkutta), Jemen, Kenia, Brasilien (Rio de Janeiro), die USA (New York City/Bowery) sowie für das Deutschland der Kriegs- und Nachkriegszeit um 1945 nachweisen. Noch in den 1950er Jahren war es als beliebtes Pausenspiel auf zahlreichen Schulplätzen, etwa im Ruhrgebiet, zu beobachten. Der Schriftsteller Albert Camus beschreibt eine Variante des Spiels aus seiner Jugendzeit im nordafrikanischen Algier um das Jahr 1923. Das historisch zunächst fast ausschließlich von Jungen praktizierte Spiel fand mit der Emanzipation der Mädchen zunehmend auch bei dem anderen Geschlecht Zuspruch.

## Spielmaterial und Spielfeld
Als Spielmaterial genügt bereits ein handlanges Stöckchen. Das Spielfeld wird von den Spielenden selbst hergestellt, indem sie auf erdigem Boden in etwa zwei Metern Abstand voneinander um sich herum jeweils einen Kreis ziehen. Auf festem Boden kann der Kreis auch mit Kreide markiert werden. In der Sporthalle bietet sich das Benutzen eines Gymnastikreifens oder einer Turnmatte an.

## Spielablauf
Ein ausgelostes Kind leitet das Spiel ein, indem es einem der Mitspieler das Stöckchen in dessen Kreis zu platzieren versucht, was der Angegriffene mit den Füßen verhindern muss. Täuschen und Tricksen gehören zur Spieltaktik. Gelingt die Abwehr, setzt derjenige das Spiel fort, dem das Stöckchen am nächsten liegt. Landet es in einem Kreis, erhält der Kreisverteidiger einen Minuspunkt und der Erfolgreiche einen Pluspunkt. Das Spiel endet zu einem vorher festgelegten Zeitpunkt. Bei den Pausenspielen markiert das Klingelzeichen zum Pausenende das Spielende, zu dem der Punktsieger feststeht. Da jeder gegen jeden spielt, ist es taktisch klug, die Fehlerpunkte möglichst breit unter den Mitspielern zu verteilen.

## Spielvarianten
1. Ein unmittelbar aus der Fußabwehr erzielter Treffer ergibt drei Pluspunkte.
2. Ältere Kinder oder erwachsene Mitspieler haben einen größeren Kreis oder sogar zwei Kreise gleichzeitig zu verteidigen.[5]
3. Es gibt nur einen Kreis, der von einem Kind mit einem Holzschläger gegen die nacheinander erfolgenden Würfe des Stöckchens durch die Mitspieler zu verteidigen ist. Jede gelungene Abwehr bringt dem Burgspieler einen Punkt. Ein erfolgreiches Platzieren des Stöckchens führt zum Burgwechsel. Diese von Albert Camus berichtete Variante lässt sich auch mit dem Spielgedanken des Straßenspiels Pinneken kloppen kombinieren.[6]

## Spielwert
Das einfache Spiel benötigt nur wenig Raum und ist entsprechend fast überall spontan spielbar. Die Spieltechnik ist unkompliziert und erlaubt es jedem Kind, sich einzubringen. Trotzdem sind Geschicklichkeit, Beweglichkeit, Reaktionsschnelligkeit und Einfallsreichtum gefragt, um Erfolg zu haben.